# Коропецький Василь Васильович
Васи́ль Васи́льович Коропе́цький (нар. 24 вересня 1986, Золочів, Львівська область, УРСР) — український футболіст, нападник ковалівського «Колоса».

## Життєпис
Василь Коропецький народився 24 вересня 1986 року в місті Золочів Львівської області. В цьому ж місті й почав свій футбольний шлях. Перший тренер — Ігор Чикіль.
Розпочав кар'єру в 2008 році в аматорському клубі «Ірпінь» з чемпіонату Київської області, у складі якого став володарем кубку Київської області. Того ж року повернувся до рідного Золочева й продовжив виступи в складі місцевого «Сокола» та допоміг команді вийти до фіналу кубку Львівської області. В 2009 році перейшов до складу «Карпат» (Кам'янка-Бузька), в складі яких став переможцем Прем'єр-ліги Львівської області. В 2009 році повернувся до «Ірпіня», в складі якого став фіналістом кубку Київської області.
Того ж 2009 року розпочав виступи на професіональному рівні в складі моршинської «Скали». У складі клубу дебютував 24 жовтня 2009 року в домашньому матчі 13-го туру групи А другої ліги чемпіонату України проти білоцерківської «Росі». Матч завершився поразкою білоцерківської команди з рахунком 2:3. Василь в тому поєдинку вийшов у стартовому складі, відіграв увесь поєдинок, а на 4-ій хвилині отримав жовту картку. Першим голом на професіональному рівні відзначився 18 вересня 2010 року. Сталося це у виїзному матчі 9-го туру групи А другої ліги чемпіонату України проти чернігівської «Десни». Коропецький в тому матчі вийшов у стартовому складі з капітанською пов'язкою та відіграв увесь матч, а на 28-ій (перший гол у професіональній кар'єрі) та на 81-ій хвилинах відзначився забитими м'ячами й, таким чином, допоміг своїй команді здобути перемогу з рахунком 2:1. Загалом у футболці «Скали» в чемпіонатах України зіграв 32 матчі та забив 8 м'ячів, ще 3 матчі в складі стрийської команди провів у кубку України. Крім того, в 2010 році зіграв 2 матчі в складі «Скали-2».
З 2013 року виступає в складі ковалівського «Колоса».

## Досягнення

### На професіональному рівні
- Друга ліга:
  -  Переможець (1): 2015-16

### На любительському рівні
- Чемпіонат України серед аматорів:
  -  Бронзовий призер (1): 2015

- Чемпіонат Київської області:
  -  Чемпіон (2): 2013, 2014

- Кубок області:
  -  Володар (2): 2008, 2014
  -  Фіналіст (1): 2009

- Суперкубок Київської області:
  -  Володар (2): 2013, 2014

- Прем'єр-ліга Львівської області
  -  Володар (1): 2009

- Кубок Львівської області
  -  Фіналіст (1): 2008

- Меморіал Олександра Щанова:
  -  Фіналіст (1): 2013

- Меморіал Олега Макарова:
  -  Володар (1): 2015